# Alex Ward
Alex J. Ward  (* 1974 in London) ist ein britischer Musiker (Klarinette, Saxophon, Gitarre) und Komponist des Avantgarde Jazz und der Neuen Improvisationsmusik.

## Leben und Wirken
Alex Ward lernte als Kind Piano und Klarinette, studierte dann Musik an der Universität Oxford, wo die Formation The XIII Ghosts with Switch gründete. Später wurde Derek Bailey zu seinem Mentor, an dessen Alben LOcationAL (1999) und Limescale (2002) er mitwirkte. Er arbeitete mit dem London Improvisers Orchestra (Proceedings, 1999), im Duo mit dem Schlagzeuger Steve Noble (Ya Boo, Reel and Rumble 1989/90) und in der Band von Lol Coxhill (Out to Lunch, 2001/02 und Old Sights, New Sounds 2010), mit Eugene Chadbourne/Paul Lovens, Milo Fine, außerdem im Duo mit dem Schlagzeuger Roger Turner 2008.
Im Jahr 2002 nahm Ward das Soloalbum Hapless Days für das Label Copepod auf; 2003 folgte in Quintettbesetzung mit Simon H. Fell, Steve Noble, Luke und Dale Barlow das Album Help Point. 2005 entstand mit dem italienischen RARA Ensemble UnAmerican Activities #74. Zuletzt erschien seine Alben Cremated Thoughts mit seiner Trio-Formation aus Ward, Steve Noble und John Edwards sowie Barkingside (auf Intakt) mit dem Pianisten Alexander Hawkins, dem Bassisten Dominic Lash und dem Perkussionisten Paul May. 2011 nahm er mit den Vokalistin Kay Grant das Duoalbum Fast Talk (Emanem) auf; 2013 arbeitete er mit dem Quartett Forebrace (Album Bad Folds 2013). 2018 legte er mit Andrew Lisle das Album Doors (Copepod Records) vor.

## Diskographische Hinweise
- Jeb Bishop / Alex Ward / Weasel Walter: Flayed (Ugexplode Records, 2019)
- Alex Ward Item 4: Furthered (2023)

## Lexikalischer Eintrag
- Richard Cook, Brian Morton: The Penguin Guide of Jazz on CD. 6. Auflage. Penguin, London 2002, ISBN 0-14-051521-6.